# Sivar Arnér

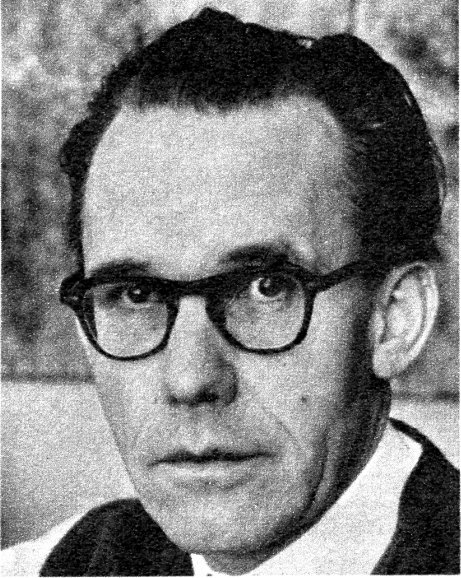
Sivar Arnér

Ernst Nils Sivar Erik Arnér (* 13. März 1909 in Arby, Kalmar län; † 13. Januar 1997) war ein schwedischer Schriftsteller, Hörspielautor und Dramatiker.

## Leben
Arnér wuchs in Småland als Sohn eines Kaufmanns auf. Er studierte an der Universität Lund Literaturgeschichte, nordische Sprachen und Geschichte, war mit 32 Jahren Magister und anschließend Studienrat in Karlskrona, in Skara und von 1944 bis 1947 in Norrköping. 1959 heiratete er die Künstlerin und Autorin Lenke Rothman.
1943 debütierte er mit seinem Roman Plånbok borttappad (Brieftasche verloren), in dem es im Zusammenhang mit dem finnischen Winterkrieg um Fragen von Macht und Recht geht. „In seinen ersten Werken sucht Arnér menschliche Einsamkeit und Zwiespältigkeit auf mystische Weise zu deuten.“ Er verfasste einige Dramen und gegen Ende der fünfziger Jahre zahlreiche Hörspiele
sowie den Text zu Sven-David Sandströms erster Oper (1973) På Finsta sommaren år 1316 (Birgittamusik Nr. 1).
Der Hintergrund seines wichtigsten Buches, des Stockholm-Romans Tvärbalk (Querbalken, 1963) bildet die Problematik des Wohlfahrtsstaates. Das Werk wurde ins Deutsche übersetzt und unter der Regie von Jörn Donner 1967 verfilmt. Am Beispiel seiner Hauptgestalt, einer nach Schweden emigrierten Jüdin, kennzeichnet der Film das Fremdsein der Flüchtlinge nach Jahren der Entbehrung im KZ und die apolitische Haltung und den Egoismus der Hauptstadtbewohner. Der Film hatte wenig Erfolg.
In den meisten seiner Romane spielen die Gegensätze zwischen Mann und Frau eine große Rolle. In der Gesellschaft verbinden sich oft sehr gegensätzliche Menschentypen, deren illusionslose Ehen er schilderte und analysierte. „Das Analythisch-Psychologische überwiegt das Lyrische in Arnérs straff komponierten Romanen.“ Sein Stil vereint expressiven Realismus mit Symbolik, er ist „leicht, zügig, effektvoll und gibt Dialoge virtuos wieder.“

## Auszeichnungen
- 1945: Svenska Dagbladet Literaturpreis
- 1955: Großer Preis des Samfundet De Nio
- 1961: Literaturpreis der Monatszeitschrift Vi
- 1963: Litteraturfrämjandets Großer Romanpreis
- 1968: Litteraturfrämjandets Großer Preis

## Werke
Schwedische Originalausgaben
- Plånbok borttappad, 1943
- Skon som krigaren bar, 1943
- Knekt och klerk, 1945
- Egil, 1948
- Vackert väder, 1950
- Han-Hon-Ingen, 1951
- Tvärbalk, 1963
- Där är han, 1975
- När man är flera, 1982
- Året innan, 1988
- Räkna till tre, 1991

Deutschsprachige Übersetzungen
- Querbalken. Übersetzung: Anne Storm. Hinstorff, Rostock 1973
- Angst. Übersetzung: Helga Thiele. In: Schwedische Erzähler aus acht Jahrzehnten. Volk und Welt, Berlin 1986
- Ein Zufall. In: du, Nr. 1, 1956.
- Die Sklaven. Hörspiel